# Cardiff City Stadium
Il Cardiff City Stadium, in gallese Stadiwm Dinas Caerdydd, è uno stadio calcistico di Cardiff (Galles), situato nel quartiere di Leckwith. L'impianto, inaugurato nel 2009, ospita le partite casalinghe del Cardiff City e della Nazionale gallese. Rimpiazzò l'ormai obsoleto Ninian Park.
È il secondo stadio del Galles per capienza, dopo il Millennium Stadium.
Nel 2009 diventa la casa dei Cardiff Blues, fino al 2012 quando i Blues tornarono all'Arms Park Nel 2013 viene installato il manto in erba sintetica.
Lo stadio ha ospitato la finale della Challenge Cup 2010-11 tra Harlequins e Stade Français, vinta dagli inglesi per 19-18.
È stato sede della partita di Supercoppa UEFA 2014, vinta dal Real Madrid contro il Siviglia per 2-0.